# Gran Premi del Brasil del 1998
Resultats del Gran Premi de Brasil de Fórmula 1 de la temporada 1998, disputat al circuit de Interlagos, el 29 de març del 1998.

## Resultats
| Pos | No | Pilot                 | Equip                  | Voltes | Temps/ Retirada        | Pos. de sortida | Punts |
| --- | -- | --------------------- | ---------------------- | ------ | ---------------------- | --------------- | ----- |
| 1   | 8  | Mika Häkkinen         | McLaren - Mercedes     | 72     | 1h 37' 12. 200         | 1               | 10    |
| 2   | 7  | David Coulthard       | McLaren - Mercedes     | 72     | + 1.102 s              | 2               | 6     |
| 3   | 3  | Michael Schumacher    | Ferrari                | 72     | + 1' 00.550 min.       | 4               | 4     |
| 4   | 6  | Alexander Wurz        | Benetton - Playlife    | 72     | + 1' 07.453 min.       | 5               | 3     |
| 5   | 2  | Heinz Harald Frentzen | Williams - Mecachrome  | 71     | + 1 Volta              | 3               | 2     |
| 6   | 5  | Giancarlo Fisichella  | Benetton - Playlife    | 71     | + 1 Volta              | 7               | 1     |
| 7   | 1  | Jacques Villeneuve    | Williams - Mecachrome  | 71     | + 1 Volta              | 10              |       |
| 8   | 4  | Eddie Irvine          | Ferrari                | 71     | + 1 Volta              | 6               |       |
| 9   | 14 | Jean Alesi            | Sauber - Petronas      | 71     | + 1 Volta              | 15              |       |
| 10  | 19 | Jan Magnussen         | Stewart - Ford         | 70     | + 2 Voltes             | 16              |       |
| 11  | 15 | Johnny Herbert        | Sauber - Petronas      | 67     | Prob. físics           | 14              |       |
| DSQ | 9  | Damon Hill            | Jordan - Mugen - Honda | 70     | No arriba al pes mínim | 11              |       |
| Ret | 11 | Olivier Panis         | Prost - Peugeot        | 63     | Motor                  | 9               |       |
| Ret | 18 | Rubens Barrichello    | Stewart - Ford         | 56     | Caixa canvi            | 13              |       |
| Ret | 20 | Ricardo Rosset        | Tyrrell - Ford         | 52     | Caixa canvi            | 21              |       |
| Ret | 23 | Esteban Tuero         | Minardi - Ford         | 44     | Accelerador            | 19              |       |
| Ret | 16 | Pedro Diniz           | Arrows                 | 26     | Caixa canvi            | 22              |       |
| Ret | 21 | Toranosuke Takagi     | Tyrrell - Ford         | 19     | Motor                  | 17              |       |
| Ret | 17 | Mika Salo             | Arrows                 | 18     | Motor                  | 20              |       |
| Ret | 12 | Jarno Trulli          | Prost - Peugeot        | 17     | Bomba del combustible  | 12              |       |
| Ret | 22 | Shinji Nakano         | Minardi - Ford         | 3      | Virolla                | 18              |       |
| Ret | 10 | Ralf Schumacher       | Jordan - Mugen - Honda | 0      | Virolla                | 8               |       |

## Altres
- Pole: Mika Häkkinen 1' 17. 092

- Volta ràpida: Mika Häkkinen 1' 19. 337 (a la volta 65)